# Krasnogłów wąsaty
Krasnogłów wąsaty, łowiec wąsaty (Actenoides bougainvillei) – gatunek średniej wielkości ptaka z rodziny zimorodkowatych (Alcedinidae). Jest ptakiem endemicznym, występującym na dwóch wyspach archipelagu Wysp Salomona: Wyspie Bougainville’a i Guadalcanal. Bardzo rzadko spotykany, ale nie jest zagrożony wyginięciem.

## Taksonomia
Po raz pierwszy gatunek opisał Walter Rothschild w 1904; opis ukazał się na łamach „Bulletin of the British Ornithologists’ Club”. Holotyp pochodził z Wyspy Bougainville’a, odłowił go A.S. Meek. Autor nadał nowemu gatunkowi nazwę Halcyon bougainvillei. Międzynarodowy Komitet Ornitologiczny umieszcza krasnogłowa wąsatego w rodzaju Actenoides. Wyróżnia 2 podgatunki. Drugi, Actenoides bougainvillei excelsus (krasnogłów wspaniały), został opisany po raz pierwszy przez Ernsta Mayra na łamach „American Museum Novitates” w 1941. Bywał niekiedy uznawany za osobny gatunek.

## Morfologia
Długość ciała wynosi około 27 cm. U holotypu podgatunku nominatywnego długość skrzydła wyniosła 130 mm, ogona – 93 mm, dzioba – 47–50 mm, skoku – 20–21 mm. Dalszy opis dotyczy podgatunku nominatywnego. Głowę i obszar od karku po górną część grzbietu porastają pióra jaskrawe, pomarańczowocynamonowe. Od karku do oczu biegnie wąska, jaskrawoniebieska linia; kolejna ciągnie się od żuchwy do boków szyi. Środkowa część grzbietu wraz z barkówkami, pokrywami skrzydłowymi większym, zewnętrznymi krawędziami lotek i sterówkami mają głęboką, niebieską barwę. Wzdłuż środkowej części grzbietu, kupra i pokryw nadogonowych biegnie turkusowa linia. Pierwsza lotka, zewnętrzne krawędzie pozostałych lotek i końcówki chorągiewek zewnętrznych wszystkich lotek są brązowoczarne, matowe. Spód ciała oraz spód skrzydeł jasne, pomarańczowocynamonowe; gardło wyróżnia się nieco jaśniejszą barwą. Nogi koralowoczerwone, tęczówka brązowa. Występuje dymorfizm płciowy w upierzeniu: samica ma oliwkowobrązowe barkówki i środkową część grzbietu (zamiast niebieskich).
Reprezentanci A. b. excelsus są podobnych rozmiarów, co ptaki podgatunku nominatywnego, ale znacznie różnią się upierzeniem. Ciemię ma bardziej matową, cynamonową barwę. Obydwa niebieskie paski na głowie są ciemniejsze, bliżej odcienia ultramaryny, obroża znacznie węższa, nie zachodząca aż na górną część grzbietu. Spód ciała znacznie jaśniejszy, jasnoochrowy (nie rdzawy). U samic górna część grzbietu i barkówki są oliwkowoczarne. Turkusowa linia na grzbiecie bardziej zielonawa. Skrzydła i ogon ciemne, matowe, fioletowoniebieskie.

## Zasięg występowania
Ptaki z podgatunku nominatywnego zamieszkują Wyspę Bougainville’a, a z A. b. excelsus – Guadalcanal.

## Ekologia i zachowanie
Krasnogłowy wąsate są bardzo słabo poznane. Odłowiono zaledwie kilka okazów podgatunku nominatywnego, ostatni w 1938; następnie podgatunek nie był odnotowywany aż do lat 80. XX wieku. Zdają się być ograniczone do starych, górskich lasów; jedno współczesne stwierdzenie miało miejsce na wysokości 800 m n.p.m. Lokalna ludność z Panguna obserwowała te ptaki na wysokości 1100 m n.p.m., pokazali również jednego świeżo zabitego ptaka odwiedzającym wyspę obserwatorom ptaków. Głosy, które być może należały do przedstawicieli A. b. bougainvillei, słyszano w lesie porastającym bagno na nizinie. Istnieje doniesienie o gniazdowaniu w nadrzewnej termitierze. Do 2016 włącznie nie było więcej danych o ekologii i zachowaniu podgatunku nominatywnego.
Istniały zaledwie trzy okazy podgatunku A. b. excelsus, z czego ostatni pozyskano w 1953; później nie było potwierdzonych stwierdzeń aż do 1994. Ptaki tego podgatunku występują w lasach o zwartych koronach drzew na wysokości od 900–1100 m n.p.m. do przynajmniej 1550 m n.p.m. Zdają się być nieobecne w wielu dostępnych połaciach bardziej otwartych lasów, zarośli wtórnych i bambusów porastających tereny zniszczone przez cyklony i osuwiska. Mają gnieździć się w norach w ziemi, niekiedy w lasach, ale częściej w zboczach rzek.

## Status
BirdLife International, a tym samym IUCN, od 2014 klasyfikował krasnogłowy: wąsatego i wspaniałego jako odrębne gatunki i oba uznawał za zagrożone wyginięciem (EN, Endangered). W 2022 organizacje te dokonały rewizji taksonomicznej i połączyły te dwa taksony w jeden gatunek. Jednocześnie dokonano też rewizji statusu zagrożenia i odtąd krasnogłów wąsaty klasyfikowany jest jako gatunek najmniejszej troski (LC, Least Concern). Liczebność populacji szacowana jest na około 1300–7000 dorosłych osobników (najlepsze przybliżenie to 2500–5000 dorosłych osobników). Trend liczebności populacji oceniany jest jako prawdopodobnie spadkowy. Ptaki obydwu podgatunków występują powyżej wysokości, do której zwykle prowadzi się wycinkę. Potencjalnym zagrożeniem są wprowadzone na wyspę szczury i zdziczałe koty.